# دره یوسیمیتی
دره یوسیمیتی یک دره یخچالی در پارک ملی یوسمیتی در ایالات متحده آمریکا است. رودخانه مرسد باعث شکافت این دره شده است.